# Nowe Wrońska
Nowe Wrońska – wieś sołecka w Polsce położona w województwie mazowieckim, w powiecie płońskim, w gminie Załuski.
W latach 1975–1998 miejscowość administracyjnie należała do województwa ciechanowskiego.
Obok miejscowości przepływa rzeczka Naruszewka, dopływ Wkry.
Wierni Kościoła rzymskokatolickiego należą do parafii Świętego Stanisława Biskupa Męczennika w Starej Wronie.

## Zabytki
- kopiec na północ od wsi będący pozostałością średniowiecznej rezydencji rycerskiej typu motte, z której zachowało się do dzisiaj niewielkie wzniesienie, wał i fosa.